# António Andrade (piłkarz)
António Andrade – piłkarz z Wysp Świętego Tomasza i Książęcej grający na pozycji pomocnika, reprezentant kraju na arenie międzynarodowej.
Podczas eliminacji do Mistrzostw Świata w 2002 roku, Andrade reprezentował swój kraj w dwóch spotkaniach; w pierwszym z nich, jego reprezentacja pokonała 2-0 drużynę Sierra Leone, a Andrade grał cały mecz w podstawowym w składzie. W meczu rewanżowym, Sierra Leone pokonała reprezentację Wysp Świętego Tomasza i Książęcej 4-0. Andrade został zmieniony w 52. minucie tego meczu przez Ernesto Almeidę. W dwumeczu reprezentanci Sierra Leone okazali się lepsi i to oni zakwalifikowali się do następnej fazy eliminacji.